# 川边委陵菜
川边委陵菜（学名：Potentilla gombalana）是蔷薇科委陵菜属的植物，是中国的特有植物。分布在中国大陆的四川等地，生长于海拔3,700米的地区，一般生长在林缘，目前尚未由人工引种栽培。